# Orde van de Francisque
De Orde van de Francisque (Frans: "Ordre de la Francisque") was een op 26 mei 1941 door de Franse president Pétain ingestelde orde met een enkele graad. Volgens het statuut van de orde "het symbool van het ongelukkige, uit de as herrijzende Frankrijk". De ongeveer 2000 leden, waaronder François Mitterrand, moesten een eed van trouw aan maarschalk Pétain zweren.
De "francisque" is een aan de fascistische Italiaanse Fasces herinnerend motief dat uit twee tesaamgebonden bijlen bestaat.
Het symbool werd in de Tweede Wereldoorlog gebruikt door de Vichy-regering. Het komt voor op onderscheidingen zoals het Croix de Guerre in de door de Gaulle in 1944 verboden variant, de "Ordre national du Travail" en op de standaard van president Pétain.

## Voetnoten
1. ↑  Afbeelding op